# Nobutaka Machimura

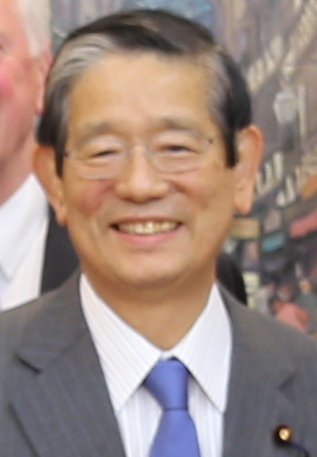
Nobutaka Machimura (April 2015)

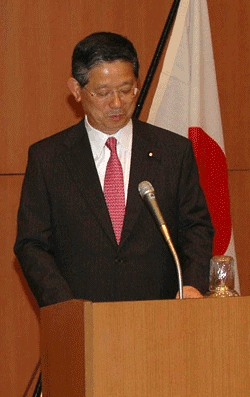
Außenminister Nobutaka Machimura (2005)

Nobutaka Machimura (jap. 町村 信孝, Machimura Nobutaka; * 17. Oktober 1944 in Ebetsu; † 1. Juni 2015 in Tokio) war ein japanischer Politiker der Liberaldemokratischen Partei und Außenminister seines Landes. Innerhalb der LDP führte er seit 2006 die Machimura-Faktion (2007 bis 2009 gemeinsam mit Hidenao Nakagawa und Shūzen Tanigawa).

## Leben
1969 schloss er sein Studium an der Fakultät für Wirtschaft an der Universität Tokio ab, danach arbeitete er bis 1981 im Ministerium für Internationalen Handel und Industrie (MITI). Seit Dezember 1982 war er ununterbrochen Mitglied des japanischen Parlamentes. Nachdem er in mehreren Kabinetten als Bildungsminister agierte, war er vom 27. September 2004 bis zum 31. Oktober 2005 japanischer Außenminister. Sein Nachfolger als Außenminister wurde Tarō Asō. Nach der Kabinettsumbildung vom 27. August 2007 war Machimura für kurze Zeit wieder Außenminister im Kabinett von Shinzō Abe. Als dieser wenige Wochen später zurücktrat, erhielt Machimura das Amt des Chefkabinettssekretärs im Kabinett von Premierminister Yasuo Fukuda. Nachfolger Machimuras als Außenminister wurde Masahiko Kōmura. In dieser Eigenschaft übernahm er nach dem Rücktritt des Ministers für Landwirtschaft, Forsten und Fischerei Seiichi Ōta am 19. September 2008 kommissarisch dessen Amtsgeschäfte.

## Familie
Machimuras Vater war der ehemalige Minister und Gouverneur Machimura Kingo, sein Großvater der ehemalige Bürgermeister von Ōkubo (1932 in Tokio, Yodobashi-ku (heute: Shinjuku) eingemeindet), Machimura Kin’ya.

### Stammbaum
| Kuwata Kakuzō (Herrenhaus) | Kuwata Kakuzō (Herrenhaus) | Kuwata Kakuzō (Herrenhaus) | Kuwata Kakuzō (Herrenhaus) | Kuwata Kakuzō (Herrenhaus) | Kuwata Kakuzō (Herrenhaus) |                    |                    | Machimura Kin’ya                   | Machimura Kin’ya                   | Machimura Kin’ya                   | Machimura Kin’ya                   | Machimura Kin’ya                   | Machimura Kin’ya                   |  |  |                                        |                                        |                                        |                                        |                                        |                                        |          |          |                       |                       |                       |                       |                              |                              |                              |                              |                              |                              |  |  |  |  |  |  |  |  |  |  |  |  |  |  |  |  |  |  |
| Kuwata Kakuzō (Herrenhaus) | Kuwata Kakuzō (Herrenhaus) | Kuwata Kakuzō (Herrenhaus) | Kuwata Kakuzō (Herrenhaus) | Kuwata Kakuzō (Herrenhaus) | Kuwata Kakuzō (Herrenhaus) |                    |                    | Machimura Kin’ya                   | Machimura Kin’ya                   | Machimura Kin’ya                   | Machimura Kin’ya                   | Machimura Kin’ya                   | Machimura Kin’ya                   |  |  |                                        |                                        |                                        |                                        |                                        |                                        |          |          |                       |                       |                       |                       |                              |                              |                              |                              |                              |                              |  |  |  |  |  |  |  |  |  |  |  |  |  |  |  |  |  |  |
|                            |                            |                            |                            |                            |                            |                    |                    |                                    |                                    |                                    |                                    |                                    |                                    |  |  |                                        |                                        |                                        |                                        |                                        |                                        |          |          |                       |                       |                       |                       |                              |                              |                              |                              |                              |                              |  |  |  |  |  |  |  |  |  |  |  |  |  |  |  |  |  |  |
| Futaba (?)                 | Futaba (?)                 | Futaba (?)                 | Futaba (?)                 | Futaba (?)                 | Futaba (?)                 |                    |                    | Machimura Kingo (Unter-, Oberhaus) | Machimura Kingo (Unter-, Oberhaus) | Machimura Kingo (Unter-, Oberhaus) | Machimura Kingo (Unter-, Oberhaus) | Machimura Kingo (Unter-, Oberhaus) | Machimura Kingo (Unter-, Oberhaus) |  |  | Machimura Hirotaka (Herren-, Oberhaus) | Machimura Hirotaka (Herren-, Oberhaus) | Machimura Hirotaka (Herren-, Oberhaus) | Machimura Hirotaka (Herren-, Oberhaus) | Machimura Hirotaka (Herren-, Oberhaus) | Machimura Hirotaka (Herren-, Oberhaus) |          |          |                       |                       |                       |                       |                              |                              |                              |                              |                              |                              |  |  |  |  |  |  |  |  |  |  |  |  |  |  |  |  |  |  |
| Futaba (?)                 | Futaba (?)                 | Futaba (?)                 | Futaba (?)                 | Futaba (?)                 | Futaba (?)                 |                    |                    | Machimura Kingo (Unter-, Oberhaus) | Machimura Kingo (Unter-, Oberhaus) | Machimura Kingo (Unter-, Oberhaus) | Machimura Kingo (Unter-, Oberhaus) | Machimura Kingo (Unter-, Oberhaus) | Machimura Kingo (Unter-, Oberhaus) |  |  | Machimura Hirotaka (Herren-, Oberhaus) | Machimura Hirotaka (Herren-, Oberhaus) | Machimura Hirotaka (Herren-, Oberhaus) | Machimura Hirotaka (Herren-, Oberhaus) | Machimura Hirotaka (Herren-, Oberhaus) | Machimura Hirotaka (Herren-, Oberhaus) |          |          |                       |                       |                       |                       |                              |                              |                              |                              |                              |                              |  |  |  |  |  |  |  |  |  |  |  |  |  |  |  |  |  |  |
|                            |                            |                            |                            |                            |                            |                    |                    |                                    |                                    |                                    |                                    |                                    |                                    |  |  |                                        |                                        |                                        |                                        |                                        |                                        |          |          |                       |                       |                       |                       |                              |                              |                              |                              |                              |                              |  |  |  |  |  |  |  |  |  |  |  |  |  |  |  |  |  |  |
|                            |                            |                            |                            | Machimura Nobutaka         | Machimura Nobutaka         | Machimura Nobutaka | Machimura Nobutaka | Machimura Nobutaka                 | Machimura Nobutaka                 |                                    |                                    |                                    |                                    |  |  | Mitsuko (?)                            | Mitsuko (?)                            | Mitsuko (?)                            | Mitsuko (?)                            | Mitsuko (?)                            | Mitsuko (?)                            |          |          | Hara Bumbē (Oberhaus) | Hara Bumbē (Oberhaus) | Hara Bumbē (Oberhaus) | Hara Bumbē (Oberhaus) | Hara Bumbē (Oberhaus)        | Hara Bumbē (Oberhaus)        |                              |                              |                              |                              |  |  |  |  |  |  |  |  |  |  |  |  |  |  |  |  |  |  |
|                            |                            |                            |                            | Machimura Nobutaka         | Machimura Nobutaka         | Machimura Nobutaka | Machimura Nobutaka | Machimura Nobutaka                 | Machimura Nobutaka                 |                                    |                                    |                                    |                                    |  |  | Mitsuko (?)                            | Mitsuko (?)                            | Mitsuko (?)                            | Mitsuko (?)                            | Mitsuko (?)                            | Mitsuko (?)                            |          |          | Hara Bumbē (Oberhaus) | Hara Bumbē (Oberhaus) | Hara Bumbē (Oberhaus) | Hara Bumbē (Oberhaus) | Hara Bumbē (Oberhaus)        | Hara Bumbē (Oberhaus)        |                              |                              |                              |                              |  |  |  |  |  |  |  |  |  |  |  |  |  |  |  |  |  |  |
|                            |                            |                            |                            |                            |                            |                    |                    |                                    |                                    |                                    |                                    |                                    |                                    |  |  |                                        |                                        |                                        |                                        |                                        |                                        |          |          |                       |                       |                       |                       |                              |                              |                              |                              |                              |                              |  |  |  |  |  |  |  |  |  |  |  |  |  |  |  |  |  |  |
|                            |                            |                            |                            |                            |                            |                    |                    |                                    |                                    |                                    |                                    |                                    |                                    |  |  |                                        |                                        |                                        |                                        | Miho (?)                               | Miho (?)                               | Miho (?) | Miho (?) | Miho (?)              | Miho (?)              |                       |                       | Nakagawa Masaharu (Oberhaus) | Nakagawa Masaharu (Oberhaus) | Nakagawa Masaharu (Oberhaus) | Nakagawa Masaharu (Oberhaus) | Nakagawa Masaharu (Oberhaus) | Nakagawa Masaharu (Oberhaus) |  |  |  |  |  |  |  |  |  |  |  |  |  |  |  |  |  |  |
|                            |                            |                            |                            |                            |                            |                    |                    |                                    |                                    |                                    |                                    |                                    |                                    |  |  |                                        |                                        |                                        |                                        | Miho (?)                               | Miho (?)                               | Miho (?) | Miho (?) | Miho (?)              | Miho (?)              |                       |                       | Nakagawa Masaharu (Oberhaus) | Nakagawa Masaharu (Oberhaus) | Nakagawa Masaharu (Oberhaus) | Nakagawa Masaharu (Oberhaus) | Nakagawa Masaharu (Oberhaus) | Nakagawa Masaharu (Oberhaus) |  |  |  |  |  |  |  |  |  |  |  |  |  |  |  |  |  |  |
|                            |                            |                            |                            |                            |                            |                    |                    |                                    |                                    |                                    |                                    |                                    |                                    |  |  |                                        |                                        |                                        |                                        |                                        |                                        |          |          |                       |                       |                       |                       |                              |                              |                              |                              |                              |                              |  |  |  |  |  |  |  |  |  |  |  |  |  |  |  |  |  |  |

## Auszeichnungen
- 1999: Großes Silbernes Ehrenzeichen am Bande für Verdienste um die Republik Österreich[3]